# 任建华 (1957年)
任建华（1957年7月—），河南辉县人。1982年8月参加工作，1984年9月加入中国共产党。郑州大学政治系政治专业毕业。

## 经历
1982年郑州大学政治系政治专业毕业。曾任栾川县委副书记、县长，栾川县委书记，新乡市委常委、统战部部长，河南省纪委干部室主任等职。
2006年4月，任中纪委干部室副主任。2008年5月，任中纪委干部室正局级纪律检查员、监察专员兼副主任。2011年6月，任中纪委信访室主任。
2015年8月，任国家发改委党组成员、国家发改委副主任、中央纪委驻国家发改委纪检组组长。
2016年10月，任中共山西省委常委，省紀委書記。2017年1月，當選山西省監察委員會主任。他是中国推行监察体制改革后产生的首位監察委員會主任。
2018年2月，当选为第十三届全国人大代表。2019年6月，卸任山西省纪委书记。
2019年7月至2021年2月，任中央纪委国家监委驻全国人大机关纪检监察组组长、机关党组成员。